# 福聚院 (文京区)
福聚院（ふくじゅいん）は、東京都文京区にある浄土宗の寺院。

## 歴史
1774年（安永3年）、豊誉霊応によって開山された。これまで近江国蒲生郡（現在の滋賀県中央部）に安置されていた大黒天像を、この地に移して寺院を設けたのが起源という。

## 本尊
本尊の大黒天像は、古式に則った姿をしており、制作年代は大国主と習合する以前の鎌倉時代まで遡ると考えられている。恰幅の良い体格で、袋を持っているところは、現在よく見られる大黒天と共通しているが、毘沙門天のような中国風の甲冑を身に纏い、険しい表情をしており、米俵の上に乗っていないなどの特徴がみられる。かつては、大黒天らしく打出の小槌を持っていたが、昭和50年代に行われた修復作業で、後の時代に持たされたものと判明したため、本来持っていたであろう「宝棒」に付け替えられた。
寺伝によれば、孝徳天皇の時代（645年 - 654年）に朝鮮半島から渡来したものという。

## とうがらし地蔵
境内には、「とうがらし地蔵」と呼ばれる地蔵菩薩像がある。明治時代中期、喘息の持病を持った唐辛子好きの老婆がいた。医師から唐辛子の摂取を止めるように言われていたが、止められず遂に亡くなってしまった。近所の人がこの老婆を憐れんで、地蔵を造って好物の唐辛子を供えて冥福を祈った。いつしか、咳止めの願掛をすれば治ると言われるようになり、咳止めの願いが叶ったお礼に唐辛子を供えるようになった。

## 交通アクセス
- 春日駅A4出口より徒歩10分（経路案内）。